# 김태훈 (골프 선수)
김태훈(1985년 9월 15일~)은 대한민국의 골프 선수이다. 웹케시그룹 소속으로 활동하고 있다.